# Vindornyalak
Vindornyalak község Zala vármegyében, a Keszthelyi járásban.

## Fekvése
Vindornyalak a Tátika-csoportban, a Vindornya kelet-nyugati völgyében fekszik, a Zalaszántót (a 7327-es utat) és Vindornyaszőlőst (a 7331-es utat) összekötő 73 164-es számú mellékúton félúton. A településre nem túl sűrűn járnak a Hévíz és Zalaszántó között járó autóbuszok; pár járat köti össze Keszthellyel és Sümeggel. A település minden várostól messze esik, a legközelebbi, Hévíz közúton mintegy 12 kilométerre található.

## Története
A település első említése 1358-ból való. A 15. századtól a Hertelendy család birtoka, bár a 16. században kisebb nemesi famíliák is megjelentek földesúrként.
1543-ban és 1555-ben a törökök teljesen elpusztították a falut. A következő időszakokban Vindornyalak többször elpusztult, s a 17. század végére végleg elnéptelenedett. A 18. században ismét benépesült, nemesi – főleg a Hertelendy család birtokában álló – földjeit zsellérek művelték. A század végén az új nagybirtokosok a Festeticsek lettek, akik folytatták a települést fejlesztését. Vindornyalak gazdag szőlő- és gyümölcsterméssel bírt, amelyet Keszthely piacán értékesíthetett, azonban más nem nagyon termett meg földjén.
Az elzárt települést a 20. században nagyban sújtotta az elvándorlás, lakossága az 1857-es csúcshoz (486 fő) képest mára mintegy az ötödére csökkent. Mindazonáltal a Balaton közelsége lehetőséget biztosított a falusi turizmus meghonosodására, ám a település nehéz elérhetősége továbbra is nagy akadály Vindornyalak fejlődésében.

## Közélete

### Polgármesterei
- 1990–1994: Kovács János (független)[3]
- 1994–1998: Kovács János (független)[4]
- 1998–2002: Kovács János (független)[5]
- 2002–2006: Kovács János (független)[6]
- 2006–2010: Kovács János (független)[7]
- 2010–2012: Karácsony István (Fidesz-KDNP)[8]
- 2013–2014: Kovács János (független)[9]
- 2014–2019: Kovács János (független)[10]
- 2019–2024: Kovács János (független)[11]
- 2024– : Targubáné dr. Rendes Katalin (független)[1]

A településen 2013. március 10-én időközi polgármester-választást tartottak, az előző polgármester lemondása miatt.

## Népesség
A település népességének változása:
| Lakosok száma | 81   | 82   | 77   | 72   | 94   | 100  | 98   |
|               | 2013 | 2014 | 2015 | 2021 | 2022 | 2023 | 2024 |

A 2011-es népszámlálás idején a nemzetiségi megoszlás a következő volt: magyar 75%, cigány 22,7%. A lakosok 77,9%-a római katolikusnak, 4,4% reformátusnak, 7,3% felekezeten kívülinek vallotta magát (10,3% nem nyilatkozott).
2022-ben a lakosság 67%-a vallotta magát magyarnak, 6,4% cigánynak, 2,1% ukránnak, 2,1% németnek, 10,6% egyéb, nem hazai nemzetiségűnek (27,7% nem nyilatkozott; a kettős identitások miatt a végösszeg nagyobb lehet 100%-nál). Vallásuk szerint 22,3% volt római katolikus, 3,2% evangélikus, 2,1% református, 2,1% egyéb keresztény, 14,9% felekezeten kívüli (53,2% nem válaszolt).

## Nevezetességei
- Bormúzeum
- 1000 éves fa (Fafaj: feketenyár 10m 35 cm-es kerület hazánk egyik legnagyobb fája)
- Hertelendy-kúria
- 19. századi zsellérházak
- Öreghegy

## Külső hivatkozások
- Vindornyalak Önkormányzatának honlapja
- Vindornyalak a www.utikonyvem.hu oldalon